# قره‌بغره
قره‌بغره(به کردی: قەرەبۆغرە، Qereboẍre) روستایی از توابع بخش زیویه در شهرستان سقز است که در استان کردستان ایران قرار دارد.

## جمعیت
این روستا در دهستان خورخوره واقع شده و براساس سرشماری سال ۱۳۸۵، جمعیت آن ۲۰۶ نفر (۳۲ خانوار) بوده‌است.